# Museo Histórico Cultural Juan Santamaría

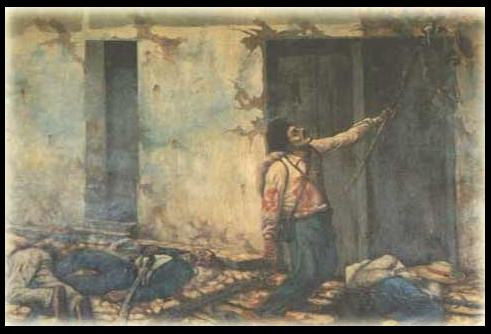
La quema del mesón por Juan Santamaría. Obra de la colección del museo.

El Museo Histórico Cultural Juan Santamaría, llamado también Museo Juan Santamaría, está ubicado en la ciudad de Alajuela, Costa Rica. 
Fue creado en 1974 y su principal objetivo es la conmemoración de la Campaña Nacional de 1856-1857, importante evento de la historia de Costa Rica. Su nombre hace referencia al del héroe nacional Juan Santamaría, nacido en la ciudad de Alajuela. 
Conserva obras y documentos de diferentes temáticas relativas a la historia general de Costa Rica, biografías, museografía, museología, genealogías, obras de arte, numismática, colecciones amplias de libros, documentos, revistas y periódicos. Igualmente, exhibe muestras de los uniformes utilizados en la campaña .
El museo ocupa las instalaciones del antiguo Cuartel de Armas, así como la antigua Cárcel de Alajuela, ambos edificios edificados en el siglo XIX y considerados patrimoniales del país por su arquitectura de estilo neoclásico.